# 회색도시 (비디오 게임)
《회색도시》는 4:33이 개발한 모바일 게임이다. 2013년 7월 30일 출시했다. 정식 이름이 발표되기 전에는 Project MYST라는 가제의 프로젝트였다. 서울 강북을 배경으로 하나의 유괴사건을 쫓게 된 네 사람의 이야기를 다룬 미스터리 군상극. 

## 개발
《검은방 시리즈》의 제작자들이 모여서 시작한 프로젝트로, 정식 이름이 발표되기전에는 Project MYST라는 이름의 프로젝트였다. 7월 9일, 티저 및 OST가 공개되었다. 7월 13일, 7월 19일에 각각 또 다른 OST가 공개되었다. 7월 24일, 사전예약 이벤트가 시작되었다. 7월 15일과 18일에 제작자 수일배가 일부 그림을 공개하였다. 30일, 최종 발매되었다.
강수진, 양정화, 김승준, 김영선 성우처럼 초호화 성우 캐스팅으로 인해 주목을 받았으며, 카카오 게임 최초 추리 장르 게임이다. 최근 200만 다운로드를 돌파하여 지난 9월 14일에 회색도시 드라마 콘서트를 열었다. 김영선, 강수진, 정재헌 성우와 일러스트레이터 레피, 수일배가 출연했다.

## 스토리
서울 한복판에서 벌어진 여아유괴사건. 
"모두, 꼭 이래야만 했던 겁니까? 나는....인정할 수 없어!"
양지태권도장 사범 양시백. 어느날, 난데없이 생겨난 사채빚 1억을 갚기위해 유괴범을 쫓는다. 
"지금이 아니면, 기회는 없을지도 몰라."
성중경찰서 순경 권혜연, 아빠의 죽음에 대한 비밀을 알고있는 자들이 움직이기 시작하자 그들을 쫓는다. 
"상일 선배가 선을 넘기전에 막을겁니다."
흥신소 사장 배준혁. 파멸하기 일보직전인 선배 유상일을 막기위해 그를 쫓고있다. 
"이건, 손을 담그면 절대로 벗어날 수 없는 길이다."
전도유망한 경찰간부 하태성, 나락직전에 놓인 그에게 검은손길이 다가왔다.
사건은 하나, 쫓는 사람은 네 명. 강북 일대를 배경으로 펼쳐지는 미스터리 군상극.

## 등장인물

### 주요인물(Player Side)
- 양시백(27세)

양지태권도장 보조사범
부모는 없고 자길 거두어준 최재석과 둘이 태권도장일을 하며 살고 있었다. 하지만 평화로운 일상은 재석이 돌연 사채빚 1억을 떠넘기고 잠수를 타며 끝나버렸다. 관장의 부재와 사채업자들의 횡포로 도장까지 폐업한 상황에서 방법은 딱 두 가지. 돈을 구하거나 관장을 찾는것 뿐이었다. 그러던중, 유괴범에게 유괴당하는 여자아이를 목격했고 그 유괴범이 현상금이 걸려있는 수배범이란 사실을 알게 됐다. 이후 현상금에 모든걸 걸고 유괴범을 쫓아다니기 시작하는데 시간이 갈수록 점차 돈보다는 사건의 내막에 더 호기심이 생겼다.
- 권혜연(26세)

성중경찰서 순경.
가족이라고는 경찰간부일을 하는 아빠가 전부였지만 10년전, 그 아빠마저 세상을 떠났다. 아빠의 죽음은 수상한 점이 한두가지가 아니었지만 사건은 급하게 종결됐다. 그녀는 아빠의 죽음에 얽힌 비밀을 알아내기 위해 경찰이 됐다. 유일한 단서인 아빠의 수첩에 의존하여 유상일과 최재석이란 이름을 알아냈다. 그리고 최재석의 도장에서 사범일을 하는 양시백을 만났고 현상금이란 목줄을 걸어두었다. 하지만 그와 함께하는 시간이 늘어날수록 양시백도 자신만큼이나 절박하게 최재석을 찾고있다는걸 알게된다.
- 배준혁(36세)

흥신소장
10년전, 범죄조직 전담수사를 맡을정도로 유능한 경찰이었지만 '그 사건'을 계기로 경찰을 그만두고 흥신소를 차렸다. 어느날, 이경환을 만나러 왔다 그의 시체를 두고 대치하고 있는 양시백과 권혜연을 만났다. 이후 양시백의 누명을 풀어주고는 두 사람과 함께 다니게 된다. 매우 신사적이고 도덕적이라 자기보다 한참 어린 양시백과 권혜연에게도 깎듯하게 존댓말을 쓴다.
- 하태성(28세)

경찰(경위)
경찰대 수석입학과 차석졸업을 한 엘리트. 하지만 죽은 부친이 저지른 옛 비리로 인해 순식간에 나락으로 떨어졌고 이후 국회의원 박근태의 은밀한 부름을 받고 범죄자 뒤치다꺼리를 하기 시작한다. 장기말이랍시고 행동을 함께하게 된 김주황과 허건오를 처음엔 범죄자란 이유로 혐오스럽게 여기지만 갈수록 유대감을 느낀다.
- 서재호(38세)

프리랜서 기자
배준혁의 옛 동료. 준혁과 같은 이유로 경찰을 그만두고 기자일을 하고있다. 어느날, 제보를 받고 현장에 출동했다 옛 친구와 재회했고 처음 본 양시백과도 금세 가까워져서 함께 다니게 된다. 2부 말미, 누군가에게 습격당한뒤로는 공기화 됐다.

### 기타
- 최재석(40세)

양지태권도장 관장
양시백이 일하는 양지태권도장 관장. 어느날, 도장을 팽개친것도 모자라 사채빚까지 떠넘기고 잠수를 타버렸다. 그리고 3부 초반, 돌연 양시백에게 어딘가로 오라는 연락을 한다.
- 주정재(41세)

성중경찰서 경사
권혜연 순경 보호자격 형사. 혜연의 아버지 권현석과는 오랜 친구였다. 현석이 죽은후에는 그가 남기고 간 혜연을 보살피고 있었다. 혜연이 학교를 졸업하자 경찰모집요강을 건네주며 경찰이 되는것을 추천해주었고 그녀가 순경이 된후에는 조력자 노릇을 톡톡히 해준다. 하지만 돌연, 행방이 묘연해졌다.
- 김주황(28세)

사채업자
양시백에게 사채빚을 받아내려는 업자. 어느날 박근태의 명령으로 허건오와 함께 하태성을 따라다니게 됐고 자꾸만 얽히는 양시백과 사사건건 대립한다. 같이 다니는 허건오하고는 날마다 애송이라고 부르며 으르렁대는 사이. 하지만 딱 한번. 하태성과 단둘이 있을 때 속내를 드러내는데 말로는 애송이니 돌아이라니 험악하게 하면서도 속으로는 '싫지는 않다'라고 말했다.
- 허건오(26세)

칼잡이
박근태의 명령으로 하태성을 따라다니게 된 장기말. 처음에는 태성을 대장나리라고 부르며 겉치례로만 추켜세워줬지만 나중가서는 형님 소리를 하고 고릴라라고 부르며 못마땅해하는 김주황과도 장난스럽게 티격태격 하는등 변화된 모습을 보여준다. 이상하게 엄마 이야기만 나오면 쓸데없이 예민해진다.
- 유상일(40세)

전과자
양시백, 권혜연, 배준혁, 하태성이 쫓고있는 남자. 오래전, 중형을 선고받았다 얼마전에 출소했는데 최근 한 가정집에서 여자아이를 데려가버렸다고 한다.
- 오미정(36세)

미용사
배준혁, 서재호의 옛 동료. 평화로운 경찰생활은 10년전 사건으로 제동이 걸렸고 이 일로 극심한 우울증에 시달린다.
- 박근태(52세)

국회의원
전직 형사. 끝없이 승승장구하여 현재는 정치계에 입성했다. 출세에 눈이멀어 원래 사귀던 여자도 차버리고 지금의 아내와 결혼했다는 소문이 있다. 어느날, 하나뿐인 딸이 납치당하자 하태성을 끌어들여 경찰보다 먼저 움직이게 만든다.
- 모용철(43세)

성중경찰서 경무관
작중 벌어지는 사건의 총책임자. 권력에 굴복하는 비굴한 성격이라 상부 말이라면 무조건 복종이다. 권혜연이 끼어드는걸 어떡해서든 막으려 하지만 그녀의 말빨에 번번이 실패한다.
- 신호진&문현아(18세)

고등학생
같은학교에 다니는 고교생. 어느날, 어린 여자아이와 함께있는 남자를 발견했다. 예리한 직감으로 단박에 두 사람이 부녀가 아니라는걸 알았고 한참뒤, 그들이 유괴범과 인질이라는걸 알고는 양시백과 권혜연을 쫓아다니며 사건에 개입한다.
- 권현석(34세)

前 서울지방경찰청 선진화파 수사팀 경감
권혜연의 아버지. 10년전, 선진화파 소탕작전을 전두지휘하고 있었지만 돌연 싸늘한 주검으로 돌아왔다. 후속작에선 주인공으로 발탁되면서 과거 행적이 자세하게 밝혀진다.
- 장지연(27세)

백석그룹 외동딸
박근태의 아내, 어린시절 소아마비를 앓아서 말을 더듬으며 청력도 일반사람들보다 떨어진다. 몸이 약해서 아이를 낳은후 일찍 세상을 떠났다.
- 홍설희(8세)

초등학생
부모가 모두 여의고 조카를 짐짝처럼 여기는 이모와 단둘이서 살다가 상일에게 유괴당한다.
- 박수정(8세)

초등학생
박근태의 외동딸이자 백석그룹 후계자. 어느날 설희와 함께 유괴당한다.
- 홍은애

홍설희의 이모. 어느날 조카가 사라지자 급히 방송에 제보를 한다.
- 이경환, 조용호, 고상만

유상일이 찾아다니는 형사시절 후배들.
- 박재분

하태성의 모친. 남편과 사별하고 하나뿐인 아들을 엄청나게 아끼고 있다.